# Рілазінген-Ворблінген
Рілазінген-Ворблінген (нім. Rielasingen-Worblingen) — громада в Німеччині, знаходиться в землі Баден-Вюртемберг. Підпорядковується адміністративному округу Фрайбург. Входить до складу району Констанц.
Площа — 18,57 км2. Населення становить 12 000 ос. (станом на 31 грудня 2020).